# Avondale Estates
Avondale Estates est une ville américaine située dans le comté de DeKalb, dans l'État de Géorgie. Elle se trouve près de Decatur et fait partie de la région métropolitaine d'Atlanta. Elle compte 2 960 habitants en 2010.

## Géographie
Avondale Estates se trouve aux coordonnées 33° 46′ 15″ N, 84° 15′ 54″ O (33.770905, -84.264894). La ville est construite sur des terres argileuses reposant sur une couche de granite. Une partie de ce granite peut être vue en surface au bord du lac Avondale.
D'après le Bureau du recensement des États-Unis, Avondale Estates s'étend sur un territoire de 1,1 mille carré (2,8 km2), dont 0,88 % est recouvert d'eau.

## Histoire

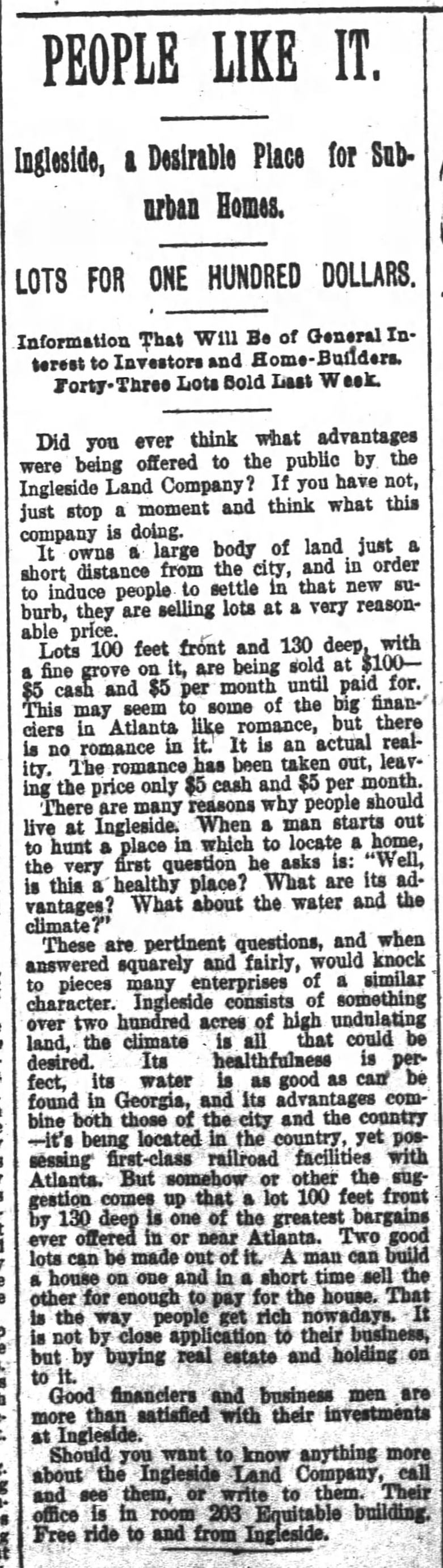
Encart publicitaire à propos de la vente de parcelles à Ingleside (1892)

Dans les années 1890, les parcelles de terrain de la localité (alors appelée Ingleside) sont mises en vente.
Avondale Estates est fondée en 1924 par George Francis Willis (en), un magnat du monde médical, qui rachète la totalité du village d'Ingleside afin d'y faire construire une petite ville nouvelle. La nouvelle ville est nommée en référence à Stratford-upon-Avon, le bourg anglais qui a vu naître William Shakespeare. Les bâtiments du centre-ville sont conçus dans un style néo-Tudor, de même que certaines maisons de la ville. Des installations communautaires ont été construites pour les résidents, comme un lac, des courts de tennis, un club-house, des parcs et une piscine.

## Démographie
Lors du recensement de 2010, Avondale Estates compte 2 960 habitants. À cette date, la population d'Avondale Estates est composée de 80,9 % de Blancs, 14,5 % de Noirs ou d'Afro-Américains, 0,1 % d'Amérindiens, 1,9 % d'Asiatiques, 0,1 % d'insulaires du Pacifique et 0,5 % d'habitants se réclamant d'une autre ethnie. Par ailleurs, 2,0 % des habitants de la ville de réclament d'au moins deux ethnies, tandis que 2,2 % des habitants sont des Hispaniques ou des Latinos de n'importe quelle ethnie.
| 1930 | 1940 | 1950  | 1960  | 1970  | 1980  |
| ---- | ---- | ----- | ----- | ----- | ----- |
| 535  | 569  | 1 070 | 1 646 | 1 735 | 1 313 |

| 1990  | 2000  | 2010  | - | - | - |
| ----- | ----- | ----- | - | - | - |
| 2 209 | 2 609 | 2 960 | - | - | - |

## Économie
Le centre-ville d'Avondale Estates abrite de nombreux commerces.
C'est à Avondale Estate que le premier restaurant Waffle House ouvre ses portes le week-end du Labor Day en 1955. Il a par la suite été converti en un musée consacré à l'histoire de Waffle House, tandis que la firme a fait rouvrir un nouveau restaurant à un autre endroit de la ville.

## Éducation
Avondale Estates fait partie de la commission scolaire du comté de DeKalb (en). La ville compte une école élémentaire, mais elle ne possède plus d'établissement secondaire, puisque le collège d'Avondale est fermé fin mai 2011 pour être remplacé par la DeKalb School of the Arts (en). Un autre collège et un autre lycée sont toutefois situés à proximité immédiate de Avondale Estates.